# Constantin Uță
Constantin Uță (ur. 10 maja 1962 w Câmpulung) – rumuński zapaśnik walczący w stylu klasycznym. Olimpijczyk z Los Angeles 1984, gdzie odpadł w eliminacjach w kategorii 62 kg.
Zajął czternaste miejsce na mistrzostwach świata w 1983. Dwa razy sięgał po medal mistrzostw Europy; w 1983 zdobył srebro, a w 1984 brąz.
- Turniej w Los Angeles 1984

Pokonał Zhang Dequna z Chin, a przegrał z Berndem Gabrielem z RFN i Dougiem Yeatsem z Kanady.